# Гранулоцит
Гранулоци́т или Зърнест левкоцит е подгрупа бели кръвни клетки характеризиращи се с наличието на едро сегментирано ядро и наличие в цитоплазмата на специфични гранули видими под светлинен микроскоп при обичайно оцветяване. Гранулите представляват едри лизозоми и пероксизоми, а така също и видоизменени органели.
Гранулоцитите са най-многочислената група от левкоцитите като тяхното количество съставя около 50—80% от всички бели кръвни клетки. Размерите варират от 9 до 13 μm. Нормално в кръвта на човек гранулоцитите са от 2 до 9 хиляди броя на кубически милиметър.
Гранулоцитите се образуват в костния мозък от обща клетка-предшественик. В кръвния ток клетките се разделят на два типа – активно циркулиращи и пристенни.
В зависимост от особеностите на възприятие и стандартно оцветяване на натривки гранулоцитите се делят на:
- Неутрофилни
- Еозинофилни
- Базофилни.